# René Guthmuller
René Guthmuller est un footballeur français né le 21 août 1926 à Metz et mort le 7 avril 2012 dans la même ville, à 85 ans. Les supporters du FC Metz le surnommaient Schnouki. Il était international B.

## Carrière
De 1946 à 1951, il évolue au FC Metz, où il joue notamment 82 matchs de D1, marquant 35 buts, et 23 matchs de D2, marquant 4 buts.
Il continue ensuite sa carrière au Toulouse FC, où il joue 19 matchs de D2, marquant deux buts.

## Clubs
- 1946-1951 :  FC Metz
- 1951-1952 :  Toulouse FC